# Dragutin Horvat
Dragutin Horvat (Kassel, 8 januari 1976) is een Duits darter van Kroatische origine die uitkomt voor de PDC.

## Carrière
Horvat bereikte de kwartfinale van de International Darts Open 2016 door Ricky Evans, Gerwyn Price en Ian White te verslaan, voor hij werd uitgeschakeld door Kim Huybrechts.
Horvat kwalificeerde zich voor het PDC World Darts Championship 2017 na Stefan Stoyke met 10–6 te hebben verslagen in de finale van de Superleague Germany finals. Hij versloeg Boris Koltsov in de voorronde, maar werd in de eerste ronde verslagen door Simon Whitlock met 3-0.
Op 10 november 2023 wist Horvat opnieuw de finale van de Superleague Germany finals te winnen door Pascal Rupprecht met 8-3 te verslaan. Zo wist hij zich na een afwezigheid van zeven jaar opnieuw te kwalificeren voor het PDC World Darts Championship 2024.

## Resultaten op wereldkampioenschappen

### PDC
- 2017: Laatste 64 (verloren van Simon Whitlock met 0-3)
- 2024: Laatste 96 (verloren van Mike De Decker met 0-3)